# Pedro Quetglas Ferrer "Xam"
Pedro Quetglas Ferrer, "Xam" (Palma de Mallorca, 1 de septiembre de 1915 - 11 de marzo de 2001) fue promotor cultural, educador, así como dibujante, caricaturista, cartelista, grabador y pintor español. Fue alumno de la Escuela de Artes Aplicadas y Oficios Artísticos de Palma y de la de Artes y Oficios de Múnich (1958-62). 

## Biografía
Inició su actividad artística como caricaturista en 1932 mostrando en sus obras un carácter lleno de una ironía benévola. En 1934 se incorporó a la U.D.E. (Unión de Dibujantes Españoles). Siguió dibujando carteles publicitarios (ganando premios nacionales) y de cine (1935-1948). La guerra civil española partió sus estudios que iniciaba en aquel momento en la Escola de Llotja de Barcelona. El año 1944 comenzó a interesarse por la xilografía trabajando como grabador en el obrador de la famosa Imprenta Guasp hasta su disolución. En 1948 Enric Cristòfor Ricart i Nin le ayuda a perfeccionar su estilo, y este mismo año graba con él la Historia de la vida del Buscón de Francisco de Quevedo. Su última xilografía "Manhattan" es de 1997. Se conservan en el Museu de Mallorca una colección de 229 matrices xilográficas hechas por él, que nos lo ubican como el grabador balear por excelencia. En grabado calcográfico no se quedó atrasado y en 1962 mostró su arte dirigiendo la editorial AGA (Asociación Grabadores Actuales). En 1974-75 creó Edicions Arion para quien grabó una serie de 20 aguafuertes donde demuestra su técnica y calidad artística. En ámbito gráfico, excluyendo sus matrices xilográficas, trabajó las litografías, calcografías, serigrafías... hasta llegar a hacer obra en ordenador. 
Hacia 1951 se inició en la pintura bajo la influencia del surrealismo e hizo la primera muestra individual en el Círculo de Bellas Artes de Palma de Mallorca. A finales de los años cincuenta se introduce el arte abstracto en sus telas, cosa hecha un decenio antes en el campo xilográfico, enviando sus obras a galerías de Norte-América y Alemania por la incomprensión de la cultura mallorquina del momento.
A partir de entonces expuso, asiduamente, en Múnich, Stuttgart, Fráncfort del Meno, Nueva York, Londres, París, Ámsterdam, Barcelona y Madrid. Fue miembro fundador y socio con carnet n.º 2 del Círculo de Bellas Artes de Palma de Mallorca (1940) donde creó el anagrama, del Grupo Tago (1959) donde también creó el anagrama al dejar el Grupo Fornés; y de la galería Ariel (1966), de la cual fue director. Junto a Julio Sanmartín creó R.O.D.A. (Reedición Obras de Ayer) para quien ilustra con grabados las obras que son seleccionadas por el Instituto del Libro como unas de las 50 mejores obras editadas del año. Con Rafael Jaume creó y dirigió la revista Dabo. Pliegos de poesía. Publicaron diecisiete números del 1951 al 1960. Ilustró  numerosas revistas y libros con xilografías y dibujos. Ornamentó la capilla de La Inmaculada con una serie de vitrales diseñados por él. Su obra pasa desde un período de inspiración cubista, influido básicamente por Georges Braque, hacia una segunda etapa barroca, protagonizada por personajes de inspiración medieval.
Consiguió el primer Premio de Dibujo del X Salón de Otoño (1951), se le premió en la Exposición de Arte Religioso Actual en Barcelona, con motivo del Congreso Eucarístico Internacional de Barcelona (1952), y se le galardonó con el Premio de Grabado Alfredo Guido (1953), Premio de la II Bienal Hispanoamericana, la medalla de honor del XXV Salón de Otoño (1966) y la del Círculo de Bellas Artes, y también el Premio Ciutad de Palma, Pintor Antonio Ribas (1971). El año 1980 fue nombrado académico de la Reial Acadèmia de Belles Arts de Sant Sebastià de Palma. 
En 1989 se le realizó una exposición antológica en Sa Llotja de Palma, en 2002 le ofrecen otra exposición antológica en el Casal Solleric. También se dedicó a la enseñanza en los Colegios Montesión, La Inmaculada, Madre Alberta, y en su estudio de la Calle Torre del Amor. Se dedicó a la crítica del arte (con el seudónimo de Pedro Crespo) en el programa radiofónico "De lo vivo a lo pintado". El año 2002 recibió el Premi Ramon Llull a título póstumo.
La exhibición “Xam 99 anys” (Església parroquial de la Mare de Déu de la Salut. El Terreno. Septiembre de 2014) recuerda que el año 2015-2016 se celebra el centenario de su nacimiento con un conjunto de exposiciones que se inicia con "Xam y el exlibrismo" (Castell de Bellver, 2015).
El Rotary Club Ramon Llull de Palma, el año 2002 instituyó el Premi Xam d’Arts Plàstiques en homenaje a su memoria. Han sido galardonados los artistas: Ramon Canet (2002), Rafa Forteza (2003), Horacio Sapere (2004), Luis Maraver (2005), Jim Bird (2006) Joan Bennàssar (2007), Amador Magraner (2008), Joan Ramon Bonet (2009), María Carbonero (2010), Erwin Bechtold (2011), Josep Maria Sirvent (2012), Ben Jakober y Yannick Vu (2013), Betty Gold (2014), Toni Catany (2015), Fabrizio Plessi (2016)), Joan Costa (2017), José Manuel Broto (2018), Susy Gómez (2019), Pep Llambies (2021).